# Aeroportul Hudiksvall
Aeroportul Hudiksvall (IATA: HUV, ICAO: ESNH) este un aeroport din Suedia.
aeroportul dispune de o singură pistă.